# Fischer Dániel
Fischer Dániel (Késmárk, 1695. november 9. – Debrecen, 1746. szeptember 18.) megyei főorvos.

## Élete
Fischer Mihály evangélikus lelkész fia volt. Alapfokú iskoláit itthon végezte, majd külföldi egyetemre ment és 1713. október 6-ától Wittenbergben tanult, hol 1716-ban orvosdoktori oklevelet nyert. Hazájába visszatérvén Késmárkon volt orvos, majd Liptó- és Szepesmegye főorvosa és Csáky Miklós grófnak és nagyváradi püspöknek, később esztergomi érseknek lett házi orvosa. Orvosi hire nagy volt és ő még folyton gyarapítá ismereteit, különösen a természettudományokban tökéletesítette magát. Az orvosi tudományban több fölfedezéssel tünt ki; új gyógyszeri készítményei közül kiválók a Pulvis Bezoardicus Kesmarkiensis, Spiritus nitri Bezoardicus Fischerianus, Essentia Carpatica, Essentia Ligni Carpatici contra vertiginem és Elixir Antivenereum Fischeri. Jó hirneve eljutott külföldre is, azért 1719. október 18. a Naturae Curiosorum nevű császári akadémiai társaság Cajus névvel tagjai közé választotta. Irodalmi működéseért VI. Károly császár magyar nemesi rangra emelte. Mint jó hazafi a belföldi irodalom emelésére orvosi egyesületet akart alapítani s 1732-ben egyik munkájában meg is magyarázta ezen tervét, mely azonban csak jámbor szándék maradt. Különös hatással voltak munkái közül a bonctaniak és a fürdők hasznáról irottak. Amikor Nagyváradról hazájába utazott, útközben egy fogadóban halat evett jó étvággyal, már betegen érkezett Debrecenbe, s hamarosan elhunyt.

## Munkái
- Tentamen Pneumatologico-physicum de mancipiis diaboli, seu Sagis. Vittebergae, 1716.
- Dissertatio medic. inaug. praes. Christian. Vater, de Deliriis. Vittebergae, 1716.
- Relatio ex Philosophia naturali de fulgure, tonitru et fulmine, nec non phaenomeno Kesmarkini viso. Leutschoviae, 1717.
- Commentationes physicae de calore atmosphaerico non a Sole, sed a pyrite feruente deducendo. Budissae, 1722.
- De Terra medicinali Tokayensi, a chimicis quibusdam pro solari habita. Tractatus medico-physicus. Wratislaviae, 1732. (Ism. Acta Erud. Lips. Sup. például Tom. X. 307.)
- Epistola innitatoria, Eruditis Pannoniae dicata, qua ad Acta Eruditorum Pannonica, res et euentus naturales, ac morbos patrios exponentia, edenda perhumaniter inuitantur. Brigae Silesiorum, 1732. (Ism. Commertium Litter. Noric. 1732. hebdom. 45.)
- Consilium pestilentiale, oder Medizinisches Gutachten von der Pest, derer Indole, progagatione und difference von anderen hitzigen Fiebern, wie auch praeservation und Cur mit historischer Feder entworfen. Lipsiae et Vratislaviae, 1740.
- De Remedio rusticano, Variolas per Balneum primo aquae dulcis, post vero seri lactis, feliciter curandi, in comit. Hungariae Arvensi cum optimo successu adhibito. Ehhez: I. Relatio de Variolis annor. 1740. 41. 42. durante grassatione Pestilentiae verae in Hungaria epidemice grassantibus. II. Observationes de vsu lactis dulcis interno, in Variolis propria experientia notatae. Erfordiae, év n.

Kéziratai a m. nemzeti múzeumban: Actorum eruditorum res et eventus naturales I. Regn. Hung. exponentium sat., Dissertatio physica de ingenio Hungarorum, Montium Carpaticorum com. Scepusiensis descriptio.

## Írásai
Értekezései az Observationes Ephem. Acad. Imper. Naturae Curiosorum-ban (Centur IX. Observ. 50. Anatomia hydropicae, 51. Anatomia feminae febri secundaria laborantis, 52. Anatomia pueri Variolis exstincti, 53. Lienteria Lunae notibus auscultans, 54. Sanguis post partum non per loca solita, sed per vlcus cancrosum mammae fluens, 55. Hydrops diureticus curatus, 56. Historia partus difficilis, et symptomatum cum comitantium, 57. Remedium abortus, 80. Anatomia pleuriticae mulieris, 81. Lapis Bezoar in Dama repertus, 82. Aquarum petrefactio, Vol. I. Observ. 143. De sanguine menstruo philtri loco propinato, Vol. V. Observ. 36. De rarissimo abscessu sanguineo in sinistro lobo pulmonum, 37. De morte subitanea ex ruptura rami arteriarum coronariarum. Vol.. VIII. Observ. 31. Sectio anatomica Juvenis febre hectica defuncti); a Magnalia Dei subterran. Brückmanni Pars I. cz. gyűjteményben: (Descriptio lapidum granatorum in Carpatho Scepusiensi inventorum; a Bresslauer Sammlungenben: Relatio de fulgure, tonitru, et fulmine, De insolito quodam phaenomeno Kesmarkini die 10. Aug. hora noctis 9. an. 1717. viso, de oleo Carpathico, Delineatio Libani Carpathici, Historia V. D. M. Belensis hydropici, ope ligni Koszodrevina in eineres redacti curati sat.), az Observationes Annal. Phys.-medic, Vratislavienses (Tentam. I. Historia febris epidemiae an. 1717. circa Kaesmarkinum in Hungaria sub typo febrium continuarum malignarum grassantis; Tent. II. De proprietatibus et usu fructicis Carpatici, et Libani Carpatici et medicamentis inde praeparari solitis; Tent. IV. Historia pleuritidis mense Aprili an. 1718. epidemice Kaesmarkii in Hungaria obseruatae; Crinones seu comedones M. Maio et Junio in 4. agris notati Kaesmarkii in Hungaria; T. V. Sectio Puellae Hydropicae anatomica, De efficadia Castorei ad praecauendum abortum; T. VII. De lumbrico cucurbitino vlnarum quinque cum semisse longo excreto; T. VIII. Historiae Leprae ex Lue venerea; T. X. Historia Variolarum a M. Martio ad mens. Decembr. an. 1718. grassantium, tandemque rursus quibusdam an. 1719. recrudescentium; T. XIII. XIV. Historia morborum in comitatu Liptoviensi in Hungaria grassatorum 1720.; T. XXXV–XXXVI. Historia morborum aestiualium et autummalium an. 1725. Kaesmarckini in Hungaria grassatorum; T. XXXVII–XXXVIII. Constitutio epidemia comitatus Scepusiensis, et in specie regiae liberique civitatis Kaesmarckiensis an. 1726.; az Annales Phys.-med. Vratislav. Supp. IV. Descriptio fontis foetidi, vulgo sulphurei Leibitzensium, Descriptio acidularum Nagy-Szalokiensium cum collatione cum reliquis acidulis com. Scepusiensis, Descriptio lapidum stalactites in antris Carpati Scepusiensis inuentorum); a F. D. által felfedezett gyógyszerek ismertetése az Annal. Vratislav. cz. gyűjteményben: Fischeri Emulsio antifebrilis temperans. descripta (Tentam. I. mens. Sept.), F. Essentia contra vertiginem composita (T. II. 335.), F. Elixir antivenereum (T. II. 335.), F. Elixir antiscorbuticum (T. XIII. 172.), F. Essentia regia (T. XIII. 172.), F. Pulvis diureticus (T. XIII. 39. 43.), F. Elixir menstruum (T. XIII. 165.), F. Mistura in passionibus hystericis (Tent. XXXV. 53.), F. Species odontalgicae (Tent. XXXV. 53.), F. Massa stomachalis (Tent. XXXV. 54.), F. Puluis antiepilepticus (Tent. XXXV. 173.), F. Vnguentum matricale (Tent. XXXVI. 554.); még több cikke van az Observationes Miscellan. Physico-medico-mathematicis Büchneri c. gyűjteményben.